# Баттаграм
Баттаграм или Батгран (англ. Battagram) — город в пакистанской провинции Хайбер-Пахтунхва, расположен в одноимённом округе.

## Географическое положение
Высота центра НП составляет 300 метров над уровнем моря.

## Административно-территориальное устройство
Баттаграм является техсилом и административным центром округа, состоит из 20 союзных советов.